# 卑弥呼
卑弥呼（読みは、ひみこ/ひめこ等諸説有り、旧字体：卑彌呼、建寧3年（170年）頃 - 正始9年（248年））は、『魏志倭人伝』等の古代中国の史書に記されている「倭国の女王」と称された人物。日本の古代の歴史書である『古事記』『日本書紀』（記紀）に卑弥呼の記述はなく、考古学上も実在した物証が提示されていないが、西晋の官僚である陳寿が書いた『魏志倭人伝』に記述が見られる。著者の陳寿は日本に来た記録はないため伝聞により当時の日本に関して記述したと考えられ、それによれば、倭人の国は多くの男王が統治していた小国があり、2世紀後半(200年代ごろ)に小国同士が抗争したために倭人の国は大いに乱れたため（倭国大乱）、卑弥呼を擁立した連合国家的組織をつくり安定したとある。卑弥呼は鬼道に仕え、よく大衆を惑わし、その姿を見せず、また歳長大で夫がおらず、政治は男弟の補佐によって行なわれたとも記されている。諱も不明で、239年に三国時代の魏から与えられた封号は親魏倭王。247年に邪馬台国が南に位置する狗奴国と交戦した際には、魏が詔書と黄幢を贈り励ましている。

## 史書の記述

### 『三国志』の卑弥呼

#### 「魏志倭人伝」の卑弥呼

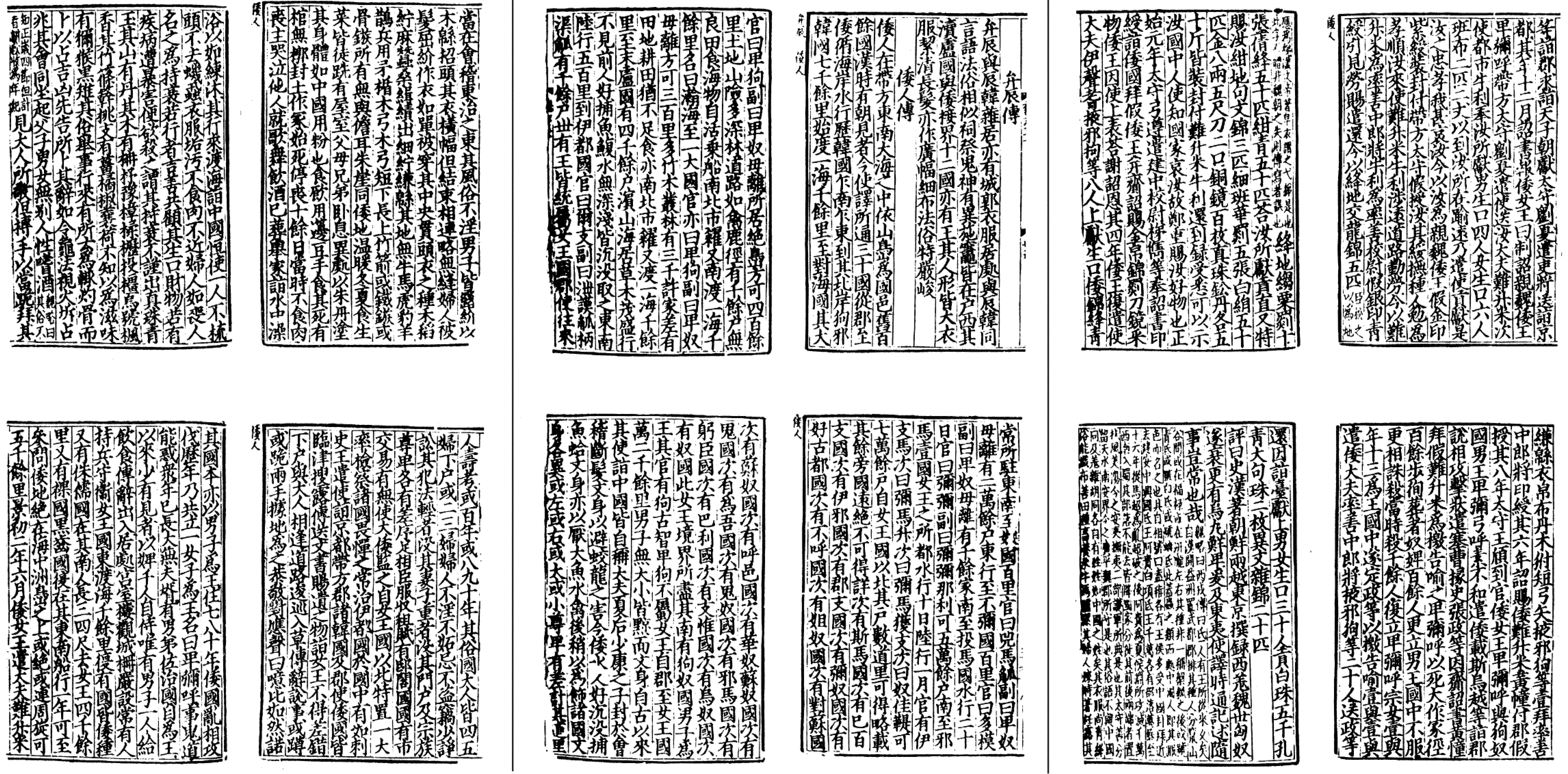
魏志倭人伝の原文の抜粋

『魏志倭人伝』によると卑弥呼は邪馬台国に居住し（女王之所都）、鬼道で衆を惑わしていたという（事鬼道、能惑衆）。また、卑弥呼は邪馬台国の王というのは間違いという説がある。魏志倭人伝で「輒灼骨而卜、以占吉凶」（骨を焼き、割れ目を見て吉凶を占う）とあるように卜術をよく行う巫女（シャーマン）であり、儒教の反迷信(鬼神信仰)的視点から「鬼道」と記された可能性が高い。
本人は人前に姿を現さず、弟だけにしか姿を見せなかった。既に年長大であり、夫はいない（年已長大、無夫壻）、弟がいて彼女を助けていたとの伝承がある（有男弟佐治國）。王となってから後は、彼女を見た者は少なく（自爲王以來、少有見者）、ただ一人の男子だけが飲食の給仕や伝言を伝えるなどするとともに、彼女のもとに出入りをしていた（唯有男子一人、給飲食、傳辭出入）。宮室は楼観や城柵を厳しく設けていた（居處宮室・樓觀、城柵嚴設）。

卑弥呼が死去したときには、倭人は径百余歩（この時代も、中国の歩（ぶ）は、六尺、約１．５メートル）の冢（盛り土した塚）を作り、奴婢百余人が徇葬したとされている（卑彌呼以死、大作冢、徑百餘歩、徇葬者奴婢百餘人）。

#### 「魏書帝紀」の俾弥呼
『三國志』（三国志）の卷四 魏書四 三少帝紀第四には、正始四年に「冬十二月倭國女王俾彌呼遣使奉獻」とある。

## 年譜

### 『後漢書』
- 建武中元二年（57年） - 倭奴国が金印を授与される。
- 永初元年（107年） - 倭国王の帥升が安帝に拝謁を願う。
- 桓帝と霊帝の間（146年 - 189年） - 倭国大乱。
- 桓帝と霊帝の間（146年 - 189年）の末頃 - 一女子がいて、名を卑弥呼という。成人で独身、鬼神道につかえよく人々を惑わしていた。各国は共同して卑弥呼を立て王と為した。

### 『三国志』
- 後漢桓帝・霊帝の頃 - 倭国で男性の王の時代が続いた（80年間程度か）が、その後に内乱があり（6年間程度か）、一人の女子を立てて王とした。その名を卑弥呼といい（卑弥呼の即位）、ほどなく成人（十五歳から十八歳か）となっていた。配偶者は持たなかった。1,000人の侍女が仕えていた。
- 景初二年（238年）6月 - 卑弥呼が派遣した難升米らが帯方郡に到着。同年12月、魏首都洛陽で天子の明帝（239年説の場合、新帝となった少帝曹芳、斉王芳）から親魏倭王の金印と銅鏡100枚を与えるとの帝詔を受けた。[注釈 2]。
- 正始元年（240年） - 帯方郡から魏の使者が倭国を訪れ、詔書、印綬、采物一式を奉じて倭王に拝受させた。
- 正始四年（243年）12月 - 倭王は大夫の伊聲耆、掖邪狗ら八人に返礼を托して魏に派遣、掖邪狗らは率善中郎将の印綬を受けた。
- 正始六年（245年） - 難升米に黄幢を授与[注釈 3]。
- 正始八年（247年） - 倭は載斯、烏越らを帯方郡に派遣、当時、卑弥弓呼（卑彌弓呼、ひみここ、ひみくこ）が治める狗奴国との戦いを報告した。魏は、帯方郡張政を倭に派遣し、難升米に詔書、黄幢[注釈 4] を授与。
- 正始八年（247年） - 卑弥呼が死去。
- 正始八年（247年）以降 - 男王が立ったが、国が混乱し互いに誅殺しあい千人余が死んだ。卑弥呼の宗女「壹與（台与、いよ、とよ）」13歳を王に立てると国中が遂に鎮定した。倭女王壹與は掖邪狗ら20人に張政の帰還を送らせ、掖邪狗らはそのまま都に向かい男女の生口30人と白珠5,000孔、青大句珠2枚、異文雑錦20匹を貢いだ。

### 『晋書』
- 西晋武帝の 泰始二年（266年） - 倭の最後の遣使、入貢。
- 曹魏少帝曹芳 斉王芳の正始元年 東倭が司馬懿の下に参上したと一件書かれているが、「倭人」と見て良いかどうか不明である。司馬昭の記事に、諸夷の参上が示唆されているが、晋書であるのに「倭人」が明記されていない。

### 『三国史記』新羅本紀
- 173年 - 倭の女王卑彌乎[注釈 5] が新羅に使者を派遣した[7]。
- 193年 - 倭人が飢えて食を求めて千人も新羅へ押し寄せた[注釈 6][8]。
- 208年 - 倭軍が新羅を攻め、新羅は伊伐飡の昔利音を派遣して防いだ[9]。
- 232年 - 倭軍が新羅に侵入し、その王都金城を包囲した。新羅王自ら出陣し、倭軍は逃走した。新羅は軽騎兵を派遣して追撃、倭兵の死体と捕虜は合わせて千人にも及んだ。
- 287年 - 倭軍が新羅に攻め入り、一礼部（地名、場所は不明）を襲撃して火攻めにした。倭軍は新羅兵千人を捕虜にした。

### 『三国史記』于老列伝
- 233年 - 倭軍が新羅の東方から攻め入った。新羅の伊飡の昔于老[注釈 7] が沙道（地名）で倭軍と戦った。昔于老は火計をもって倭軍の船を焼いたので倭兵は溺れて全滅した。
- 249年 - 倭国使臣が新羅の舒弗邯の昔于老[注釈 8] を殺した。

以下、後代正史に記事はあるが、いずれも倭国の歴史の回顧である。史料としての価値は低い。

### 『梁書』
- 光和年間（178年 - 184年） - 倭国の内乱。卑彌呼という一人の女性を共立して王とした。
- 正始年間（240年 - 249年） - 卑弥呼死去。

### 『隋書』
- 桓帝と霊帝の間（146年 - 189年） - 倭国大乱。
- 189年前後か - 卑彌呼という名の女性がおり、鬼道を以てよく大衆を魅惑したが、ここに於いて国人は王に共立した。

### 『北史』
- 光和年間（178年 - 184年） - 倭国の内乱。
- 184年前後か? - 卑彌呼という名の女性がおり、よく鬼道を以て衆を惑わすので、国人は王に共立した。
- 正始年間（240年 - 249年） - 卑弥呼死去。

## 呼び名
『三国志』魏書東夷伝、『後漢書』の通称倭伝（『後漢書』東夷列傳　第七十五 「倭」）、『隋書』の通称倭国伝（『隋書』　卷八十一 列傳第四十六 東夷 「俀国」）、（『梁書』　巻五十四 東夷諸戎　「倭」）では「卑彌呼」、『三国史記』新羅本紀では「卑彌乎」、『三国志』魏書 帝紀では「俾彌呼」と表記されている。
一説には、中国で蕃夷の折衝に当たる官人が、蕃夷の地名、人名に蔑字に当たる表記としたとの見解がある。なお、同じく倭に関する記録で見られる正史以外の「面土国」や倭人伝の「壱与」など、それに当たらないように見えるとされている事例もある。表記に使われる文字の意味の良し悪しは、現代人には知り得ない、その時点の官人の教養によるかもしれない。
また、他の一説には、古代日本語による「名乗り」を聞いた当時の者が、それに最も近い中国語の発音を当て、あるいは、また（中国から見て）単に、蕃夷の人名であることを表す目印として先頭の文字を特別なものとしているというものがある。これは現代日本語でのカタカナの使用や英語での固有名詞の表記、ドイツ語での名詞の表記に似た方法である。
そのような学術的な考証とは別に、現代日本で「ひみこ」と発音している事をもとに、以下、紹介する諸説は、比較的日本語と縁があると思われる解釈であり「ひらがな」表記で順不同に列記する。
- ひみこ（日巫女、日御子） - 「日巫女」は太陽に仕える巫女の意。「日御子」は太陽神の御子の意。
- ひめこ（日女子、姫子） - 駒澤大学教授の三木太郎の説。男性の敬称「ヒコ（日子）」に対する女性の敬称。
- ひめこ（比咩子、比売子） - 古事記における音読み表現[10]。
- ひめみこ（日女御子、姫御子、女王） - 伊藤博文は「・・・上古に考うるに皇子は『みこ』と称え、皇女は『ひめみこ』と称う」と指摘している[11]。『古事記』では孝霊天皇以後「この天皇の御子等あわせて八柱。男王（ひこみこ）五、女王（ひめみこ）三」のように記した例が多く見られる。
- ひみか・ひむか（日向） - 松本清張が唱えた、日向（日向国）と関係するとの説。
- ひみか・ひむか（日向） - 原田大六、古田武彦が唱えた、糸島の平原遺跡と福岡の奴の国を結ぶ日向峠に由来するとの説。
- ひみか（日甕） - 古田武彦が唱えた、筑後風土記に登場する女性・甕依姫（みかより）姫に該当するという説。「聖なる甕」という意。
- ぴやこ、みやこ（宮居） - 1937年に藤井尚治が「国史異論奇説新学説考」の中で唱えた説。古代中国の官人が「宮居」を人名と誤解したとし[12]、卑弥弓呼は「ミヤツコ(宮仕)」に、卑狗が「ミコ(皇子)」になるとする[12]。
- ひむか・ぴむか - 長田夏樹『新稿　邪馬台国の言語　―弥生語復元―』学生社 2010年。3世紀の洛陽音の復元によるとしている。

など諸説あるが、
その多くが、ほぼ一律で、「卑」を、単に「ひ」の表音と断定し、これを「日」によって太陽神信仰に関連させたものと見ている。
以上と別に、海外由来と見える例を「カタカナ」表記で挙げる。
当時の中国語の発音を考慮する（呼にコという発音はないとされている）と、当時の中国官人が、蕃夷である異民族の音を記す時、「呼」は「wo」をあらわす例があり（匈奴語の記述例など）、卑弥呼は「ピミウォ」だったのではないかとする説もある。
当時の中国史書に登場する三世紀の倭の王の名がいづれも「呼」で終わることから、呉音による発音で、「卑」はヒ、「弥（彌）」の作り「爾」はニ、「呼」は作りの「乎」（三国史記では乎を用いている）はヲと発音することから、「卑弥呼」は「ヒニヲ」と読み、転訛を考慮し、「ヒノオオ」「火の王」であるという新説もある。
現代台湾の史学者によると、古音では「ピェッ ミアー ハッ」であるというが、日本語のカタカナ発音が正確に理解されているかどうか不明である。

## 卑弥呼の出自
卑弥呼が登場する史書には、出身地、出自に関する記述はない。福岡県糸島市の平原遺跡から八咫の鏡と同じ直径の大型内行花文鏡5枚を始め大量の玉類や装身具が出土したことや、『魏志倭人伝』における伊都国の重要な役割から、卑弥呼は伊都国に繋がる系統の巫女であった可能性がある（#主な比定古墳も参照）。上田宏範は「「皆女王国を統属す」と読めば、立場は逆になり歴代の王権はさらに強力だったと考えられる」としている。高島忠平は、卑弥呼はヤマト王権の大王と同様に、女王居処ではなく出身地に葬られたとし、平原遺跡が卑弥呼の墓である可能性が高いとして、伊都国の出身である可能性を示した。
寺沢薫は卑弥呼が「夫婿なし」として、夫をもたなかったことは神聖性を保持するためだけではなく、女王の夫と子供が王位継承に関わることを回避するためであり、裏を返せばこの時代に部族的国家王たちの間で子に王位を世襲させる継承がすでにあった可能性を指摘している。
また、寺沢は、弥生時代の北部九州の王族の墓を分析した経験から、それまでの部族的国家であれば、弟は本来、男系王統の王位につくべき人物で、姉の卑弥呼は弟の王権を保証する国家的祭祀を執り行う女性最高祭司（祭主）だったのではないかと述べている。またこの姉と弟はある部族的国家の王統であるとした。

## 卑弥呼の死
魏志倭人伝では、卑弥呼の死の前後に関し以下の様に記述されている。
| 「 | 倭の女王卑弥呼と狗奴国の男王卑弥弓呼(ひみくこ) とは平素から不仲であった。それゆえ倭国は載斯烏越(さしあえ) らを帯方郡に派遣して狗奴国との戦闘状況を報告させた。これに対し(魏の朝廷は) 塞曹掾史の張政らを派遣した。邪馬台国に赴いた張政らは証書と黄幢を難升米（なしめ）に授け、檄文を作って諭した。卑弥呼が死んだので大いに冢を作った、径は100余歩である、殉葬された奴婢は100余人である。 | 」 |

この記述は、247年（正始8年）に邪馬台国からの使いが狗奴国との紛争を報告したことに発する一連の記述である。卑弥呼の死については年の記載はなく、その後も年の記載がないまま、1年に起こったとは考えにくい量の記述があるため、複数年にわたる記述である可能性が高いが、卑弥呼の死が247年か248年か（あるいはさらに後か）については説が分かれている。また247年（正始8年）の記述は、240年（正始元年）に梯儁が来てから以降の倭の出来事を伝えたものとすれば、卑弥呼の死も240年から246年ごろに起きた可能性が高い。

### 「以死」について
「以死」の訓読についても諸説ある。通説では、「以」に深い意味はないとするか、「死スルヲ以テ」つまり「死んだので」墓が造られた、あるいは、「スデニ死ス」と読み、直前に書かれている「拜假難升米 爲檄告諭之」（難升米が詔書・黄幢を受け取り檄で告諭した）の時点で卑弥呼はすでに死んでいた、と解釈する。この場合、死因は不明である。一方、「ヨッテ死ス」つまり「だから死んだ」と読んだ場合、この前に書かれている、卑弥弓呼との不和、狗奴国との紛争もしくは難升米の告諭が死の原因ということになる。そのため、狗奴国の男子王の卑弥弓呼に卑弥呼は殺されたと考える説もある。
また南宋の鄭樵が編纂した『通志』の「四夷伝（194巻４巻）」において、現行の通行本魏志倭人伝に「卑弥呼以死」とある箇所が、「卑弥呼已死」と表記されていることが判明した 。これは現行倭人伝の成立前後の類書の編者である鄭樵が、倭人伝本文を「正始八年時点で卑弥呼がすでに死んでいた」と解釈していたことの直接的な証左である。

### 卑弥呼の死と皆既日食
天文学者の斎藤国治は、248年9月5日朝（日本時間。世界時では9月4日）に北部九州で皆既日食が起こったことを求め、これが卑弥呼の死に関係すると唱えた。さらに、橘高章と安本美典は、247年3月24日夕方にも北部九州で皆既日食が起こったことを指摘し、247年の日食が原因で魔力が衰えたと卑弥呼が殺され、248年の日食が原因で男王に代わり壹与が即位したと唱えた。これらの説は、邪馬台国北九州説や卑弥呼・天照大神説と密接に結びついている（ただし不可分ではない）。
しかし、現在の正確な計算によると皆既日食は日本付近において、247年の日食が朝鮮半島南岸から対馬付近まで、248年の日食が隠岐付近より能登半島から福島へ抜ける地域で観測されたと考えられ、いずれの日食も邪馬台国の主要な比定地である九州本島や畿内の全域で（欠ける率は大きいが）部分日食であり、部分日食は必ずしも希な現象ではないことから、日食と卑弥呼の死の関連性は疑問視されている。

## 卑弥呼の統治形態　―女王の国と祭政二重主権
卑弥呼の行った「鬼道」とはシャーマニズムのことであろうと推測されており、未開社会においては王がシャーマンの役割を兼務していた可能性もあるが身分制が確立してくるとシャーマンと祭司は分化し、祭司は上層に、シャーマンは下層になることが多い。また部族社会では祭司の家系は部族の創始者、すなわち世界＝社会の創造者に由来し、祭司＝王であることも多いという。
琉球研究の泰斗である鳥越憲三郎は、卑弥呼と男弟の統治形態を見て卑弥呼の統治形態を琉球国の聞耳大君と琉球国王のような祭政二重主権の統治形態であると判断した。これを見た漢人がその独特な統治形態を理解できずに「女王国」だと報告したのだという。これは古代社会に広くみられるヒメ・ヒコ制の男女二重主権であると思われる。
ヒメ・ヒコ制の男女二重主権のヒメは奈良時代まで続いたと見られ、ヒコは5、6世紀に父系的政治社会に転換したとみられる。ヒメ・ヒコ制の例は神武紀の宇佐の兎狭津彦・兎狭津媛や景行紀十八年の阿蘇国の阿蘇都彦・阿蘇都媛、『播磨国風土記』の吉備比売、吉備比古、景行紀十二年の神夏磯媛など九州に多く見られ、直木孝次郎は神功皇后もその一例だろうと述べている。
先述のとおり、寺沢薫も弥生時代の北部九州の王族の墓を分析した経験から、それまでの部族的国家であれば、弟は本来、男系王統の王位につくべき人物で、姉の卑弥呼は弟の王権を保証する国家的祭祀を執り行う女性最高祭司（祭主）だったのではないかと述べている。
また伊勢神宮には未婚の皇女が天皇の代替わりごとに派遣されて祭祀をする斎宮の制があったが、これも古代以来のヒメ・ヒコ制の伝統であると言われている。なお戦後の神宮祭主も全て皇族出身の女性が就任している。
ただし、記紀の伝えるように世襲王権である天皇家と血縁よりも呪術力を重視していた卑弥呼では王権の次元が異なることには留意すべきである。

## 卑弥呼の墓
卑弥呼の墓がどこにあるのかについては、様々な説があり、今も不明である。

### 規模と形状
卑弥呼は径百余歩の墓に葬られたとする。一歩の単位は、ほぼ一定して、一歩六尺とされ、魏代では約1.44メートルと言われている。（いわゆる「長里」）従って、冢は、直径約144メートルの円形となるように見える。
　一方、倭人伝の記事から、倭韓地方では「長里」とは別の単位（短里「周髀算経・一寸千里法の一里（＝約77m）」）を使用していたとの仮説があり、これは、一里を三百歩と概算して、一歩を0.3メートルと概算し、冢は、直径約30メートルとする説であるが、正史史料に明記されていない。
「径」という表現から一応円墳とされるが、弥生時代の築造から楕円墳や方墳である可能性もないではないとされる。なお、卑弥呼がヤマト王権の女王であるとする近畿説によって前方後円墳をその冢と見る説もあるが、「径」の表記から異論が多い。また、倭人伝には、大人の冢は、軽微な盛土で封土すると明記されているので、墳丘墓に当たらないとする意見もある。
「大作冢」の大は作に掛かるので「大に作る」と訳され、大に作るとは大きな冢を作るものとされている。
一説では、敢えて、「多数の冢」と解して、「徑百余歩　徇葬者奴婢百余人」は、径百余歩の範囲に徇葬者、奴婢が百余人と読んだ上で、卑弥呼の死によって、径百余歩の範囲に100人の「殉死者」の冢が作られたと読むとしている。つまり、「卑弥呼以死　大作冢　徑百余歩　徇葬者奴婢百余人」の記述は、卑弥呼の「冢」に付いての記述ではなく、卑弥呼の死によって引き起こされた事の記述であるとの意見もある。この場合「卑弥呼は既に死んでいたので、径100歩余りの範囲に徇葬者の奴婢が100人余りにより多くの冢が作られた」と読み替えている。
かくなる新説は、あくまで孤説であり、広く試練を受けるべきものである。。　

### 造成時期
卑弥呼の死んだ時期は西暦247年であり、一般に弥生時代の終末期、あるいは弥生時代から古墳時代への移行期とされる。日本書紀による近畿ヤマト王権の年代観では、崇神天皇治世の少し前となる。

### 埋葬の特徴
魏志では、徇葬者であるが、一説では、殉葬者と読み替えて、「奴婢百餘人」と記述されている。
卑弥呼の墓を「古墳」と見て、徇葬者ならぬ、殉死者と解釈したために、以下、苦吟して、古墳に埴輪が導入される以前だったと考えている。『日本書紀』垂仁紀には、野見宿禰（のみのすくね）が日葉酢媛命の陵墓へ殉死者を埋める代わりに土で作った人馬を立てることを提案したとあり、これを埴輪の起源とするためである。ただし森将軍塚古墳など墳丘に埴輪棺を埋葬した例が有り、殉葬の可能性も指摘されている。
また主体部については「有棺無槨」とされており、槨の無い石棺墓か木棺墓、甕棺墓と考えられる。
従って、手短に掘り下げた地下に「甕棺」を埋葬して、後日の改葬に備えて薄く盛り土するのであり、壮大な墳丘の盛り土の内部に石棺を収めるのではないと思われる。

### 主な比定古墳
邪馬台国が畿内にあるとすれば卑弥呼の墓は初期古墳の可能性があり、畿内説では箸墓古墳に比定する説などがある。九州説では平原1号墓 や石塚山古墳、祇園山古墳などを卑弥呼の墓とする説がある。
箸墓古墳
邪馬台国畿内説では、奈良県桜井市の箸墓古墳を卑弥呼の墓とする説がある。宮内庁は箸墓古墳の被葬者を倭迹迹日百襲姫命に比定しており、卑弥呼を倭迹迹日百襲姫命とする説の根拠の一つとなる（#倭迹迹日百襲姫命説参照）。
しかし箸墓古墳の後円部は約150メートルの巨大な前方後円墳であり、魏志倭人伝の規模「100歩＝約30メートル」とは一致しない。全長は漢尺200歩で造られ、築造年代は3世紀第3四半期頃であるとの説があり、卑弥呼の没年とは差があり、有槨の木棺であることが倭人伝の記載と一致しない。
ホケノ山古墳
箸墓古墳と同代もしくは先行して造営されたとされるホケノ山古墳（奈良県桜井市）は、有槨の木棺であることが倭人伝の記述と矛盾し、発掘調査を行った橿原考古学研究所による2008年（平成20年）の発掘調査報告書では、出土遺物の検討から築造年代を3世紀中頃であると結論しつつ、木槨木材の炭素年代測定結果の幅が4世紀前半をも含む範囲であることを報告しているため、年代特定を疑問視する意見もある。
石塚山古墳
福岡県苅田町にある石塚山古墳 については、築造時期が3世紀中頃（古墳時代開始時期）〜4世紀初頭と一致するが、前方後円墳で長は120メートル〜130メートル前後と規模と形状が魏志倭人伝の記載と異なる。ヤマト皇権の象徴である前方後円墳（国内でも最古級）で九州にある一方、吉備地方に起源をもつ特殊土器類（特殊器台・特殊壺）や埴輪は確認されていないという特徴を持つ。九州にありながら130メートル超の出現期古墳は珍しい。墳頂周囲には中型の丹塗りの複合口縁壺形土器、甕形土器などが祭祀用として樹立していたと推定されている。高坏型・甕形土器は極めて在地的と評価されている。周濠は確認されていない。竪穴式石室であり、副葬品（玉、鏡、剣など）がある。出土鏡はすべて舶載鏡（中国鏡）と考えられており、他には素環頭大刀、銅鏃、細線式獣帯鏡片、琥珀製勾玉、碧玉製管玉、小札革綴冑片、鉄鏃なども出土している。
平原遺跡
福岡県糸島市の平原遺跡は、古墳時代以前の弥生時代後期から晩期の5つの墳丘墓がある遺跡である。1号墓は副葬品の多くが勾玉や管玉、耳璫（耳飾り）などの装身具であり、武器類が少ないため、この墓に埋葬された人物は女性であると考えられている。1号墓からは直径46.5センチメートル、円周が46.5×3.14 = 146.01センチメートル「大型内行花文鏡」が40面も出土しているが、原田大六はヤマト王権の三種の神器の一つ「八咫鏡」と同じ大きさ・形状であることから、その起源であると主張し、被葬者は太陽神を崇める巫女であったとした。咫（あた）は円周の単位で約0.8尺である。径1尺の円の円周を4咫としていたので「八咫鏡は直径2尺（約46センチメートル前後）の円鏡ということになる。『御鎮座伝記』では「八咫鏡」の形は「八頭花崎八葉形也」と記載されており大型内行花文鏡と一致する。ただし墳墓の規模は魏志倭人伝の記載より小さく、また周囲には多人数の殉葬の墳墓が見つかっていない。奥野正男は、大型内行花文鏡と共に出土した方格規矩鏡の年代を3世紀とした上で、同時期の墳墓から出土した銅鏡の量が最多である1号墓こそ卑弥呼の墓にふさわしいとした。高島忠平も、40面もの鏡が副葬され女性と想定される1号墓の被葬者は、卑弥呼である可能性が高いと主張した。
祇園山古墳
福岡県久留米市の祇園山古墳は築造時期が3世紀中期と考えられ、高さ8メートル、一辺約23～24メートルを測り、楕円形の基台を含めれば更に大きな方墳で形状や規模が一致する。また、石棺はあるが槨が無いこと、石棺に朱が塗られていること、周囲に古墳築造後に作られた甕棺墓や石棺墓などからなる62基の集団墓があり（宝賀寿男はこれを殉葬墓と推定している）、1号甕棺墓はベンガラと水銀朱で赤く塗られ、後漢鏡片や大型勾玉などの豪華な装身具が出土したこと、G1墓からは鉄製の武器や農機具が出土していること、などが『魏志倭人伝』の記載と良く一致する。しかし石室の副葬品が盗掘のため殆どが失われており、高良大社が所蔵する三角縁神獣鏡（33方格獣文帯 鈕座「天王日月日月」）が出土品として伝わるのみである。また、周囲の集団墓の中には古墳時代中期の新しい墓もあり、全ての墓が古墳と同時期に築かれたわけでは無い。
御所市玉手山説
卑弥呼を宇那比姫命とする説で、六代孝安天皇は宇那比姫命の義理の弟である。したがって『魏志倭人伝』が「男弟有て佐（たすけ）て国を治」とする男弟を孝安天皇とする。
孝安天皇の宮は、室秋津嶋宮（むろのあきつしまみや）とされる。伝承地は奈良県御所市室（ごせしむろ）で、ここが卑弥呼の王宮であるとする。この秋津嶋宮伝承地の北東約1㎞に、玉手山という山がある。ここは孝安天皇が葬られたとする山でもある。そこにお椀を伏せたような尾根があり、中心には墳丘が存在する。尾根は自然の尾根であるが、尾根全体を墓域とすれば、まさに径百余歩の円墳である。

## 人物比定
卑弥呼が『古事記』や『日本書紀』に書かれているヤマト王権の誰にあたるかが、江戸時代から議論されているが、そもそもヤマト王権の誰かであるという確証もなく、別の王朝だった可能性もある。また一方、北史（隋書）における「倭國」についての記述で、“居（都）於邪靡堆、則魏志所謂邪馬臺者也”「都は邪靡堆にあるが、魏志に則れば、いわゆる邪馬臺者である。」とあり、基本的には連続性のあるヤマト王権の誰かであるだろうとして『日本書紀』の編纂時から推定がなされている。卑弥呼が共立されたのは後漢書から西暦146年～189年の末頃で、卑弥呼の死去年は魏志倭人伝などから西暦247～248年頃と推定されているので、卑弥呼の倭国統治時期は2世紀の終わり頃から3世紀前半の60年ほどの期間である。

### 天照大神説
中華の史書に残るほどの人物であれば、日本でも特別の存在として記憶に残るはずで、日本の史書でこれに匹敵する人物は天照大神（アマテラスオオミカミ）しかないとする説。白鳥庫吉、和辻哲郎らに始まる。この場合、台与は天忍穂耳尊の后、万幡豊秋津師比売命（よろずはたとよあきつしひめのみこと）とするのが普通であるが、異説もあり、石原洋三郎の説では山幸彦の后豊玉姫とする。
卑弥呼＝倭迹迹日百襲姫命＝天照大神の説もある。しかし『日本書紀』の「神功皇后紀」においては、「魏志倭人伝」の中の卑弥呼に関する記事を引用しており、卑弥呼と神功皇后が同時代の人物と記述している（実際は誤り）。また百済の王は古尓王（234 - 286）、その子の責稽王（生年未詳 - 298年）などの部分はほぼ日本書紀の記述どおりである。
また卑弥呼が魏の国に対して軍の派遣を要請した行為を恥じてそのために日本書紀では詳細が記述されなかったと考える説も存在する。
アマテラスの別名は「大日孁貴」（オオヒルメノムチ）であり、この「ヒルメ」の「ル」は助詞の「ノ」の古語で、「日の女」となる。意味は太陽に仕える巫女のことであり、卑弥呼（陽巫女）と符合するとする。
卑弥呼の没したとされる頃の247年3月24日と248年9月5日の2回、北部九州で皆既日食がおきた可能性があることが天文学上の計算より明らかになっており（大和でも日食は観測されたが北九州ほどはっきりとは見られなかったとされる）、記紀神話に見る天岩戸にアマテラスが隠れたという記事（岩戸隠れ）に相当するのではないかという見解もある。ただし、過去の日食を算定した従来の天文学的計算が正しい答えを導いていたかについては近年異論も提出されている。
安本美典は、天皇の平均在位年数などから推定すると、卑弥呼が生きていた時代とアマテラスが生きていた時代が重なるという。また卑弥呼には弟がおり人々に託宣を伝える役を担っていたが、アマテラスにも弟スサノオがおり共通点が見出せるとしている（一方スサノオをアマテラスとの確執から、邪馬台国と敵対していた狗奴国王に比定する説もある）。ただし安本の計算する平均在位年数は生物学的に無理があるほど短く、計算にあたって引用した数値の選択にも疑問があり、また多くの古代氏族に伝わる系図の世代数を無視したものとの指摘がある。
魏志倭人伝には卑弥呼が死去した後、男王が立ったが治まらず、壹與が女王になってようやく治まったとある。この卑弥呼の後継者である壹與（臺與）はアマテラスの息子アメノオシホミミの妃となったヨロヅハタトヨアキツシヒメ（万幡豊秋津師比売）に比定できるとする。つまり卑弥呼の死後男子の王（息子か?）が即位したが治まらず、その妃が中継ぎとして即位したと考えられる。これは後のヤマト王権で女性が即位する時と同じ状況である。ちなみにヨロヅハタトヨアキツシヒメは伊勢神宮の内宮の三神の一柱であり（もう一柱はアマテラス）、単なる息子の妃では考えられない程の高位の神である。
安本は、卑弥呼がアマテラスだとすれば、邪馬台国は天（『日本書紀』）または高天原（『古事記』）ということになり、九州にあった邪馬台国が後に畿内へ移動してヤマト王権になったとする（邪馬台国東遷説）。それを伝えたのが記紀の神武東征であるとしている。
また、卑弥呼と天照大御神の登場の境遇が類似しているという説もある。卑弥呼は倭国大乱という激しい争いの後、共立されて女王となったが、一方で、天照大御神も国産みをしたイザナギ・イザナミの激しい争いの後、イザナギの「禊払え」により、高天原の支配者として登場する。『日本書紀』の本文ではイザナギ・イザナミの協力によって、日の神「大日孁貴」が誕生している。
魏志では、邪馬台国の支配地域は『女王國以北』・『周旋可五千餘里』と記述されており、短里説で換算した場合、概ね、九州北部地域が支配地域と考えられる。そのため、「熊襲・出雲国」は支配地域外と考えられ、卑弥呼の時代背景としては天岩戸以前の時代背景となり、卑弥呼は天照大御神と人間関係が類似する（弟がおり、嫁がず）。新唐書や宋史においても、天照大御神は筑紫城（九州）に居ると記述されている。
天照大神説の問題点
1. 現代の神話学によると、天岩戸神話は中国西南部の少数民族や東南アジアの日食神話（太陽と月と悪い弟が3兄弟だとする）と同系のバリエーションである。当然、天照大神も神話上の神であって歴史上の人物ではない。
2. 天照大神は本来は男性の神とする説が鎌倉時代からあり、近代になっても複数の神話学者や歴史学者らが男神説を唱えた[54]。また、「ヒルメ」を「日の女」であるから巫女である、とする説は他に「〜ノメ」を巫女とする用例がなく、根拠に乏しい。津田左右吉によればヒルメのメはツキヨミの「ミ」やワタツミの「ミ」と同じく神霊をあらわす言葉であって女性の意味ではない。ミヅハノメやイワツツノメなどは巫女とされた例もない。「大日孁貴」の孁字が説文解字において巫女、妻の意があるとする説は説文解字に「女字也」とのみあることから、これも誤りである。
3. 天照大神の神話を歴史とみる以上、天照大神と大和朝廷をつなぐ神話をも歴史とみざるをえなくなるため、神武東征伝承を邪馬台国の九州から大和への東遷を伝えたものだとする論者が必然的に多くなる。しかし九州にあった邪馬台国が東遷して畿内に到着したとは限定できず、また国家規模での東遷が果たして可能であったのか、何故東遷する必要があったのかという疑問もある。加えて『記紀』の系譜を信じる限り、一世代を25～30年として計算すると神武天皇は卑弥呼よりも遥かに古代の人物となり、系譜として繋がらない。
4. 「皇祖神たる太陽女神」なる観念そのものがさして古いとはいえないとする説がある[注釈 12]。『隋書』にあり『日本書紀』に記述がない第一回目の遣隋使（名前の記述なし）の記事には、倭国の王（隋書では俀國、俀王）の多利思比孤が天を（倭王の）兄、日を（倭王の）弟としており（「俀王以天爲兄 以日爲弟」）倭王は日の出前に政治をして日の出になると「弟に委ねる」として退出していたとある。もしこれが事実なら太陽神を天皇の祖先とする記紀の伝承とまったく噛み合わないことになる[注釈 13]。白雉の遣唐使・高向玄理は高宗との謁見時、国の初めの神の名を問われて答えたと『日本書紀』にあるが神名は書かれていない。天照大神という神格は天武天皇の時代に始まるとする説もある[55]。

### 能登比咩説
能登比咩神社の主祭神、能登比咩（のとひめ）を卑弥呼とする説。能登比咩は社伝によると大己貴命、少彦名命と同時期の神である。能坂利雄がその著『北陸古代王朝の謎』で唱えた説だが、台与が誰かについては説明していない。

### 宇那比姫説
『海部氏勘注系図』、『先代旧事本紀』尾張氏系譜に記される、彦火明六世孫、宇那比姫命（うなびひめ）を卑弥呼とする説。この人物は別名を大倭姫（おおやまとひめ）、天造日女命（あまつくるひめみこと）、大海孁姫命（おおあまひるめひめのみこと）、日女命（ひめみこと）ともある。この日女命を卑弥呼と音訳したとする。またこの説では、卑弥呼の後に王位に就いたとされる台与（とよ）を、系図の中で、宇那比姫命の二世代後に記される、天豊姫（あまとよひめ）とする。両系図の伝承を重んずる限り、宇那比姫はほぼ孝安天皇と同世代の人であり、孝安天皇は天足彦国押人命の実弟で、宇那比媛と孝安天皇は義理の姉弟という関係である。このことから魏志倭人伝に出てくる「卑弥呼の男弟」を孝安天皇のことだと解釈することもできる。

### 倭迹迹日百襲姫命説

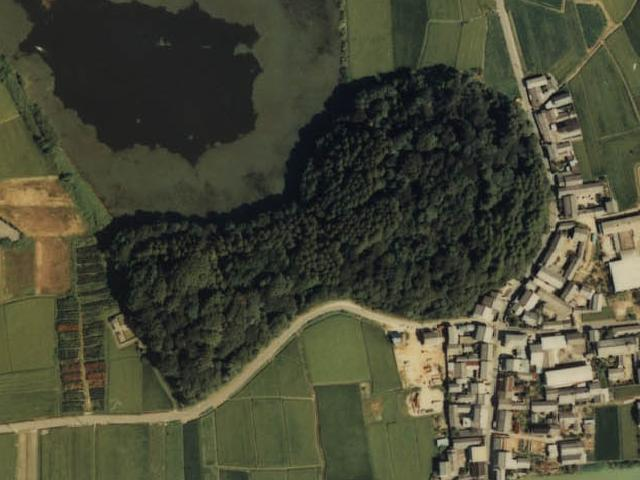
倭迹迹日百襲姫命の墓と伝えられる、箸墓古墳（奈良県桜井市）

孝霊天皇の皇女倭迹迹日百襲姫命（やまとととひももそひめのみこと）は、『日本書紀』の倭迹迹日百襲姫命または倭迹迹姫命、『古事記』の夜麻登登母母曾毘賣命。この説の場合、台与は崇神天皇皇女豊鍬入姫命（とよすきいりひめみのこと）に比定される。
『日本書紀』により倭迹迹日百襲姫命の墓として築造したと伝えられる箸墓古墳は、邪馬台国の都の有力候補地である纏向遺跡の中にある。同時代の他の古墳に比較して規模が隔絶しており、また日本各地に類似した古墳が存在し、出土遺物として埴輪の祖形と考えられる吉備系の土器が見出せるなど、以後の古墳の標準になったと考えられる重要な古墳である。当古墳の築造により古墳時代が開始されたとする向きが多い。
『日本書紀』には、倭迹迹日百襲姫命についての三輪山の神との神婚伝説や、前記の箸墓が「日也人作、夜也神作（日中は人がつくり、夜は神がつくった）」という説話が記述されており、神秘的な存在として意識されている。また『日本書紀』では、倭迹迹日百襲姫命は崇神天皇に神意を伝える巫女の役割を果たしたとしており、これも「魏志倭人伝」中の「倭の女王に男弟有り、佐（助）けて国を治む」（有男弟佐治國）という、卑弥呼＝倭迹迹日百襲姫命と男弟＝崇神天皇との関係に類似する。もっとも、倭迹迹日百襲姫命は崇神天皇の親戚にあたるが、姉ではない。そこで、『魏志倭人伝』は崇神天皇と百襲姫命との関係を間違って記述したのだという説（西川寿勝などが提唱）が存在する。さらに魏志倭人伝の「卑彌呼以て死す。（中略）徇葬する者、奴婢百余人。」と、日本書紀の「百襲」という表記の間になんらかの関連性を指摘する向きもある。
従来、上記の箸墓古墳の築造年代は古墳分類からは3世紀末から4世紀初頭とされ、卑弥呼の時代とは合わないとされてきた。しかし、年輪年代学や放射性炭素年代測定による科学的年代推定を反映して、古墳時代の開始年代が従来より早められた。箸墓古墳の築造年代についても、卑弥呼の没年（248年頃）に近い3世紀の中頃から後半と見る説があるが、研究者により議論になっている。
『日本書紀』によれば、倭迹迹日百襲姫命が亡くなった後、崇神天皇は群臣に「今は反いていた者たちはことごとく服した。畿内には何もない。ただ畿外の暴れ者たちだけが騒ぎを止めない。四道の将軍たちは今すぐ出発せよ」という詔を発し、四道将軍に各地方の敵を平定させており、国中に争いが起きたことは卑弥呼の死後に起こったという戦乱を思わせる。記紀は律令国家時代の編纂なので、天皇より上の権威を認めなかったが、上述のように箸墓古墳を倭迹迹日百襲姫命の墓だと仮定したら、崇神天皇陵より巨大で天皇よりも権威をもっていたことになり矛盾がある。
現在では畿内説論者でも、卑弥呼を具体的に記紀の登場人物にあてはめようとする説は多くないが、記紀の登場人物にあてはめる場合には倭迹迹日百襲姫命とされることがもっとも多い。
文献的にこの説の有利な点は、『古事記』の崩年干支から崇神天皇崩御の戊寅年については258年とみる説が少なくなく、この場合、卑弥呼は記紀でいう崇神天皇と同時代となるということが挙げられる。
倭迹迹日百襲姫命説の問題点
1. 卑弥呼の塚の径百余歩とは魏時代の尺度（短里）では30メートル程度であるとされ、もしこれが正しければ箸墓古墳の箸墓古墳の後円部の大きさである直径約160メートルに合わない。また長里で計算しても記述と一致せず、これだけ巨大な前方部を無視し、後円部だけの大きさを記録したことは不審である。
2. 箸墓古墳の年代論には議論も多く、推定年代を100～150年以上繰り上げしている可能性も指摘されている。また宝賀寿男は、史書と規模や形状が一致しないこと、当時魏の属国であった倭国が果たして魏皇帝の陵墓よりも巨大な陵墓を造営できたかという疑問、殉葬の跡が見られないこと、周辺から出土した遺物が推定年代よりも後世のものであること、卑弥呼死亡後の内乱時において巨大な墳丘を伴う陵墓を造営する余裕は考えられないことなどから、箸墓を卑弥呼の墓とするには疑問があるとする[43]。
3. 倭迹迹日百襲姫命が皇族の一人ではあっても「女王」と呼べるほどの地位と権威を有していたとは、考えにくい。安本美典の批判するところによれば、「『魏志倭人伝』には、卑弥呼が亡くなって国中に争いが起きたと記述があるが、『日本書紀』等我が国の文献では、百襲姫命は天皇の親戚の巫女に過ぎず、亡くなって国中に争いが起きるほどの重要人物だとはとうてい考えられず、両者を同一人物とするには矛盾がある」となる。
4. 崇神天皇の陵墓が、行燈山古墳または西殿塚古墳の可能性が高く、両古墳とも考古学的に4世紀前後であることから、崇神天皇は古事記の崩年干支戊寅から318年没で4世紀初頭の人物である可能性が高くなり[注釈 14]、その場合には崇神治世まで生きた倭迹迹日百襲姫命が卑弥呼である可能性はなくなる。

### 熊襲梟帥の先代説
熊襲梟帥が景行天皇の時代だとすると「男王」は在位期間が短かったので、卑弥呼は早くても垂仁天皇、遅くても景行天皇の頃となる。（台与については不明）

### 倭姫命説
戦前の代表的な東洋史学者である内藤湖南は『卑弥呼考』で垂仁天皇の皇女倭姫命（やまとひめのみこと）を卑弥呼に比定した。この説の支持者には橘良平、坂田隆などがいるが、倭迹迹日百襲姫命説と比べると支持者は極めて少ない。垂仁天皇の皇女なので世代的には景行天皇の時代の人物ということになる。台与については言及が無い。

### 田油津媛の先々代説
『日本国号考』の中で新井白石が邪馬台女王国を筑後国山門郡に比定したのを承けて、星野悟は、邪馬台連合国の女王卑弥呼は山門（ヤマト）を本拠とする土蜘蛛（土着の豪族）女王田油津媛（たぶらつひめ）の先々代女王にあたるとした。『日本書紀』によると田油津媛は仲哀天皇・神功皇后による西暦366年頃の九州遠征の際に成敗されたという。福岡県みやま市の老松神社には、田油津媛を葬ったとされる蜘蛛塚とよばれる古墳が残されている。若井敏明の説でも同じく田油津媛は邪馬台国（九州女王国）の最後の女王であり、神功皇后（畿内ヤマト政権）によって田油津媛が誅殺されたというのがすなわち「邪馬台国の滅亡」であるとする。（台与については不明）
『日本書紀』では田油津媛を土蜘蛛だというのみで熊襲とはしておらず、後述の熊襲の女酋説とは区別される。中国史料では卑弥呼の死去年は西暦247～248年頃である。

### 甕依姫説（筑紫国造説）
九州王朝説を唱えた古田武彦は、『筑後風土記逸文』に記されている筑紫君（筑紫国造）の祖「甕依姫」（みかよりひめ）が「卑弥呼（ひみか）」のことである可能性が高いと主張している。また「壹與（ゐよ）」（「臺與」）は、中国風の名「（倭）與」を名乗った最初の倭王であると主張しているが、それに該当する人物は日本側史料に登場してはいない（つまり台与については不明ということである）。久米邦武もまた甕依姫に触れてはいないが『住吉社は委奴の祖神』の中で卑弥呼を筑紫国造とした。『先代旧事本紀』国造本紀によれば筑紫国造は成務天皇の時、孝元天皇皇子大彦命の5世孫、田道命が任命されたという。甕依姫は筑紫君の祖とあるものの逸文の文面上ではすでに筑紫君氏は存在していることになっているので田道命からあまり遡った祖先とは考えられず、甕依姫はどんなに古くても田道命の妻か娘（もしくはせいぜい母親ぐらい）と思われる。仮に甕依姫を田道命の娘と同世代だとすると仲哀天皇や神功皇后の時代に相当し、田道命の妻と同世代だとすると成務天皇と同時代に相当する。

### 神功皇后説
『日本書紀』の「神功皇后紀」においては、「魏志倭人伝」の中の卑弥呼に関する記事を引用しており、卑弥呼と神功皇后が同時代の人物と記述している。実際に神功皇后は200年に夫である仲哀天皇を失ってからは60年以上ずっと独身である。さらに弟もいた。また倭国大乱に当たる熊襲の戦いがあり、この戦いの最中に仲哀天皇は崩御した。一説によるとこれは熊襲との戦いでの矢の傷が元であるという。さらには日本書紀で出てくる百済の王の古尓王（234 - 286）も日本書紀が示す時期とややずれがあるものの合致している。これを否定する説が井上光貞ほか一部から指摘されている。日本書紀の神功皇后の百済関係の枕流王（在位:384年 - 385年）の記述の部分が卑弥呼よりも120年（干支2回り）あとの時代のものであるためにそのような主張がなされている。しかし百済の王は古尓王、その子の責稽王（生年未詳 - 298年）などの部分はほぼ『日本書紀』の記述どおりであり、子孫の枕流王の部分は切り離して考えるべきだとする説もある。さらに肖古王と近肖古王の名前は似ていて神功皇后元年の干支も201年と321年は同じものなので日本書紀の編纂者が誤って近肖古王とその後の系図を当ててしまった可能性も大いにある。実際に日本書紀でも出てくる百済の王の名前は肖古王である。故にいきなりここで120年の時代誤差が生まれたと考えられる。
また古事記では応神天皇の時に照古王が肖古王として貢物を献上する。現在でも、倭迹迹日百襲姫命説ほどではないがそれに次いで支持者が多い。また九州説論者でも神功皇后説を採る論者が何名もいる。またこの説の場合、九州各地に伝説の残る与止姫が神功皇后の妹虚空津比売と同一という伝承もあることから、この人物を台与に同定する。古田史学の会の代表の古賀達也も、台与を「壱与」とするが同じ説であり「与止姫」のことだとしている。
神功皇后説の問題点
これまでの諸説では多くの場合、神功皇后の説話を古代日本の女性指導者の姿を描いたものと捉え、「鬼道」の語を手掛かりに卑弥呼を巫女として捉えて卑弥呼が政治的・軍事的指導者であった可能性を否定したり、彼女の言葉を取り次いだという男弟が実際の政務を取ったと解釈したりしてきたが、義江明子はそれを批判して、卑弥呼もまた政治的・軍事的な実権を伴った指導者であったとする。義江の論旨は「卑弥呼は単に祭祀を司掌した巫女だっただけでなく、王としての軍事的な実権、政治的な実権をもっていた。弟が政治を担当していたわけではない」ということであって、必ずしも「卑弥呼＝神功皇后説」を主張しているわけではない。ただし「鬼道に事（つか）え」たという卑弥呼が巫女王としての色合いが強いのに対して、神功皇后は単に神憑りしたシャーマンに留まらず、勇壮な軍事指揮者という別の側面も同等に強くもっているのは義江の主張するとおりであるが、魏志による限り卑弥呼は宮殿に籠って祭祀に専心している様子は窺えるものの格別に神功皇后のような軍事指揮者としての強い属性があるような記述は一切みられない。

### 熊襲の女酋説
本居宣長、鶴峰戊申らが唱えた説。本居宣長、鶴峰戊申の説は卑弥呼は熊襲が朝廷を僭称したものとする「偽僣説」である。本居宣長は邪馬台国を畿内大和、卑弥呼を神功皇后に比定した上で、神功皇后を偽称するもう一人の卑弥呼がいたとした。ニセの卑弥呼は九州南部にいた熊襲の女酋長であって、勝手に本物の卑弥呼（＝神功皇后）の使いと偽って魏と通交したとした。また、宣長は『日本書紀』の「神代巻」に見える火之戸幡姫児千々姫命（ヒノトバタヒメコチヂヒメノミコト）、あるいは萬幡姫児玉依姫命（ヨロツハタヒメコタマヨリヒメノミコト）等の例から、貴人の女性を姫児（ヒメコ）と呼称することがあり、神功皇后も同じように葛城高額姫児気長足姫（カヅラキタカヌカヒメコオキナガタラシヒメ）すなわち姫児（ヒメコ）と呼ばれたのではないかと憶測している。那珂通世も卑弥呼は鹿児島県姫木にいた熊襲の女酋であり朝廷や神功皇后とは無関係とする。神功皇后の実在を前提とした上で、その名を騙ったのだから、卑弥呼に該当する熊襲の女酋は当然神功皇后の同時代人として想定されている。当然、台与については不明である。
女酋・豪族説
橋本増吉や津田左右吉は一女酋だとし、森浩一や岩下徳蔵は豪族だとし、山村正夫は女酋巫女、村山健治は教祖族長だとする。これらの諸説はとくに熊襲だとは限定していない。
女酋説の問題点
1. 宣長は日本は古来から独立を保った国という考えに立っており、「魏志倭人伝」の卑弥呼が魏へ朝貢し倭王に封じられたという記述は到底受け入れられるものではなかった[注釈 16]。
2. 当時の中国は高度文明をもち大国同士で真剣に戦っており、卑弥呼の朝貢も呉に対する高度な外交戦の一環であり、また治めがたい韓族への抑止力も期待されていた。そのような情況にある魏は朝貢国に対し当然に綿密な情報収集と調査を怠らなかったはずであり、弱小な辺陬の酋長が騙しきる等は不可能と思われる。

### 応神天皇と物部氏の一族説
安藤輝国はその著『邪馬台国と豊王国』の中で卑弥呼は応神天皇の一族であると唱えた。また、鳥越憲三郎はその著『古事記は偽書か』の中で物部氏の一族であると唱えた。この両説の、両方の条件に該当する者を系譜から探すと
1. 八田若郎女（やたのわかいらつめ）
2. 女鳥王（めとりのみこ）
3. 宇遅之若郎女（うぢのわかいらつめ）

の3人の候補が見つかる。この3人は応神天皇の皇女である。また3人の生母は記紀では和邇氏の娘ということになっているが『先代旧事本紀』によると物部氏の娘となっている。これら3人の女性より下の世代で名前の一部にイヨまたはトヨがつく女性は飯豊青皇女（いいとよあおのひめみこ）がいる。

### 安曇氏の祖説
先代旧事本紀にある阿曇氏の祖の天造日女が卑弥呼という説。卑弥呼が阿曇氏の場合、宗女台与はトヨと読む場合は海神の娘とされるトヨタマヒメ。タイヨと読む場合は妹のタマヨリビメが当てはまる。

## 登場作品

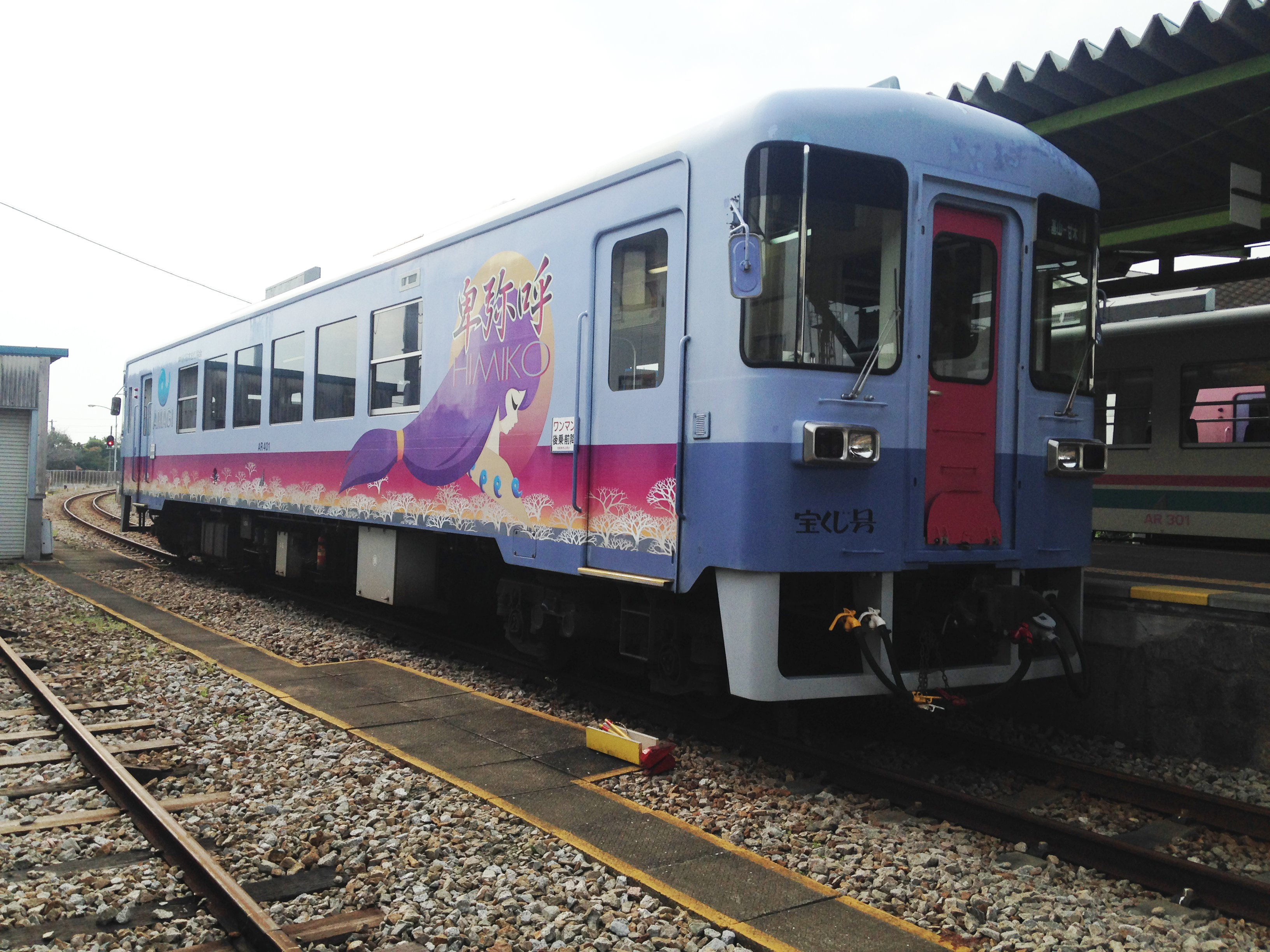
甘木駅にて停車する甘鉄列車

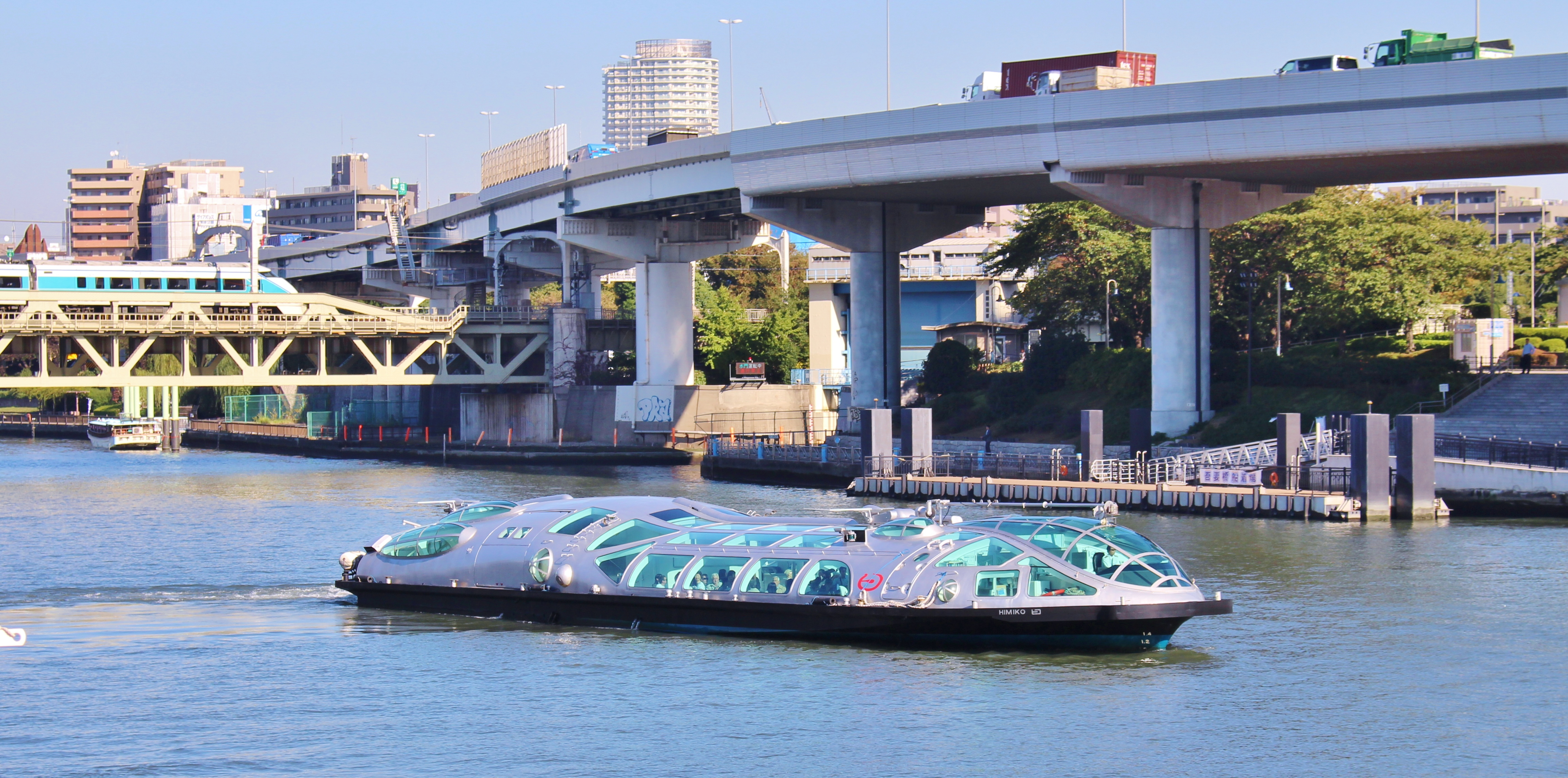
水上バスのヒミコ、隅田川

### 小説
- 日輪（1924年、横光利一）1925年、1953年に映画化。
- 女王卑弥呼（1994年、三枝和子）[63]
- 鬼道の女王 卑弥呼　(1996年、黒岩重吾)[64][65]
- 邪馬台国女王 卑弥呼の生涯（2011年、宮本信生）[66]
- 日御子（2012年、帚木蓬生）[67]
- 卑弥呼とよばれた少女（2021年、森山光太郎）[68]

### 漫画
- 火の鳥 黎明編（漫画少年版・1954年-1955年、COM版・1967年、手塚治虫）
- 卑弥呼 : まぼろしの女王（1981年、学研まんが人物日本史 16、監修：樋口清之、漫画：ムロタニツネ象）[69][70]
- 少年少女人物日本の歴史2・卑弥呼（1984年、あおむら純）[71]
- 卑弥呼 : 邪馬台国のなぞの女王（1988年、立案・構成：木村茂光、シナリオ：柳川創造、漫画：すがともこ）[72]
- マンガ日本の歴史. 2 (邪馬台国と卑弥呼のまつりごと)（1989年、石ノ森章太郎）[73]
- ナムジ（1989年-1991年、安彦良和）
- 神武（1992年-1995年、安彦良和）
- 卑弥呼 : 邪馬台国のなぞの女王 弥生時代（1995年、あおむら純）[74]
- ねこねこ日本史（2014年-、そにしけんじ）
- 日本のはじまり　旧石器～縄文・弥生～古墳時代（2015年、角川まんが学習シリーズ　日本の歴史 １、監修：山本博文、漫画：岩本佳浩）[75]
- こううんりゅうすい〈徐福〉（2017年-、本宮ひろ志）
- 卑弥呼（2015年、倉科遼、南恵夢）[76][77]
- 卑弥呼（2018年-、リチャード・ウー（長崎尚志）、中村真理子）[78]

### 映画
- 日輪（1925年、監督：衣笠貞之助、主演：マキノ富栄[79]）
- 日輪（1953年、監督：渡辺邦男、主演：木暮実千代）
- 卑弥呼（1974年、監督：篠田正浩、主演：岩下志麻）
- 火の鳥（1978年、監督：市川崑、主演：高峰三枝子）
- まぼろしの邪馬台国（2008年、監督：堤幸彦、主演：吉永小百合）
- 劇場版 仮面ライダーゴースト 100の眼魂とゴースト運命の瞬間（2016年、監督：諸田敏、卑弥呼演：平田裕香）
- トゥームレイダー ファースト・ミッション（2018年、監督：ローアル・ユートハウグ（英語版）、主演：アリシア・ヴィキャンデル）

### 特撮
- 仮面ライダーゴースト（2015年 - 2016年、テレビ朝日、声優：関智一）

### 舞台
- 邪馬台国の風（2017年、宝塚歌劇団、演：仙名彩世/華優希（新人公演）)[80][81]

### テレビアニメ
下記の他、「卑弥呼」をモチーフに創作された「女王ヒミカ」および「邪馬台国」をモチーフに創作された「邪魔大王国」が登場する「鋼鉄ジーグ」（1975年、NET（後のテレビ朝日）、声優：高橋和枝）という作品も存在。
- まんが日本史 第2話「幻の邪馬台国−女王卑弥呼−」（1983年、日本テレビ、声優：増山江威子）[82][83]
- 火魅子伝（1999年、テレビ東京、声優：音宮つばさ）
- 火の鳥・黎明編（2004年、NHK-BSハイビジョン、声優：来宮良子）
- ノブナガ・ザ・フール（2014年、テレビ東京、声優：東山奈央）
- ねこねこ日本史（2016年-2018年、Eテレ、声優：小林ゆう）

### テレビドラマ
- 邪馬台国の謎に迫る（NHKスペシャル古代史ミステリー 第1集、NHK、2024年） - ドラマ（主演：シシド・カフカ）とドキュメンタリーで邪馬台国を考察する[84][85]。

### ゲーム
- 無双OROCHIシリーズ (テレビゲーム)
- ドラゴンクエストIII（1988年、エニックス）
- beatmania IIDX16 EMPRESS（2008年）
- 超時空爆恋物語～door☆pi☆chu～ (2010年、声優：大花どん)
- トゥームレイダー（2013年）
- モンスターストライク（2014年）
- 三国志大戦（2010年(第1期)、2018年(第2期)、声優：日高里菜(第2期)）
- Fate/Grand Order (2020年、声優：田村ゆかり)
- マギアレコード 魔法少女まどか☆マギカ外伝「ピュエラ・ヒストリア 邪馬台国の跡目編」（2023年）

### 音楽
- 兼田みえ子「卑弥呼」（1975年、作詞・作曲：吉田健美、山本正之。アルバム『水鏡』収録）
- パッショナータ「卑弥呼 (Himiko)」（1979年、作詞・作曲：Joe Lemon-Marco Bruno-Michael Khan、編曲：深町純）
- レキシ「HiMiKo」（2007年、作詞・作曲：池田貴史。アルバム『レキシ』収録）
- 中村獅童「むらからくにへ」（2014年、作曲：前山田健一。Eテレ『歴史にドキリ』挿入歌）[86]
- スイちゃん（増田梨沙）、コッシー（高橋茂雄）、サボさん（佐藤貴史）「ひみつのヒミコちゃん」（2018年、作詞・作曲：池田貴史。Eテレ『みいつけた!』挿入歌）
- -真天地開闢集団-ジグザグ「卑弥呼-HIMIKO-」（2019年、作詞・作曲：命。アルバム『慈愚挫愚 壱 〜大殺界』収録）
- 水曜日のカンパネラ「卑弥呼」（2022年、作詞・作曲：ケンモチヒデフミ。EP『ネオン』収録）

### 絵画
- 安田靫彦「卑弥呼」（1968年、滋賀県立近代美術館）[87][注釈 17]
- 安田靫彦「大和のヒミコ女王」（1972年）[87]
- 福沢一郎「卑弥呼宮室に入る」（1980年、世田谷美術館）[88]
- 長野剛「邪馬台国の正体（卑弥呼）」（2013年、徳間書店『邪馬台国の正体: 卑弥呼の素顔、「ここまで」わかった! 』表紙絵）[89][90]

### 彫刻
- 冨永朝堂「卑弥呼」（ブロンズ像・木像、1971年、木像は晴明会館）[91]
- 村上炳人「卑弥呼」（木像、1989年、高岡市美術館）[92]
- 窪信一朗「卑弥呼」（銅像、2019年、行橋コスメイト）

### その他
- 光岡・ヒミコ（光岡自動車、2008年-）